# Островно келтско изкуство
Островното-келтско изкуство е своеобразен стил в изкуството, възникнал след римския период на островната територия на днешните Ирландия и Великобритания и процъфтявал в Ирландия между 650 и 950 г. сл.Хр.
В този период посочените територии споделят до голяма степен общ стил, различен от този на останалата част от Европа. Историците обикновено групират островното изкуство като част от изкуството на Миграционния период и ранното средновековно западно изкуство. То е комбинацията от тези 2 течения, които образуват неговия особен характер.

## Описание
Островното изкуство се характеризира с рисуване на плътно организирана геометрична структура, като отделните декорстивни елементи са извлечени от широк спектър от култури, слети и развити с умение и въображение. Основните елементи, характеризиращи стила, включват:
- спирални мотиви от предхристиянския келтски свят;
- панделки, сплетени в дизайн, произхождащ от Средиземноморието;
- абстрактирани преплетени животински и птичи мотиви, обичайни за ранното германско и англо-саксонско изкуство.

Въпреки че обикновено се нарича „келтско“ изкуство, това не предава пълния спектър от културни въздействия, така че в последно време този вид изкуство е наричан „островно“ (от латински insulae, което означава острови), отразявайки неговия произход на островите Ирландия и Великобритания. Този детайлен и сложен стил на изкуството е използван за украса на ръкописи, фини метални изделия и каменни резби.

## Произход
Повечето произведения от това изкуство произхождат от ирландското монашеско движение на келтско християнство и от металообработването за светския елит като периода започва около 600 г., където се съчетават келтски и англосаксонски стил. Известната археологическа находка на кралско погребение в Сътън Ху, Източна Англия е сред основните примери за отличителните белези на островното изкуство със заплетена лепена декорация.

## Развитие
Най-ранният период на стила е прекратен от разрушаването на монашеските центрове и аристократичния живот на викингските нападения, започнали в края на VIII в. Това прекъсва работата по шедьоври като Книгата от Келс, а по-късните преписи на Евангелието и други ръкописи вече не са толкова фино илюстровани. Около 900 г. островния стил се обединява в англо-саксонско изкуство, а в Ирландия той се запазва в оригинал до XII век, когато се слива в изкуството романика. Ирландия, Шотландия и Нортумбрия в Северна Англия са основни центрове, а други примери за това изкуство са открити в Южна Англия, Уелс, в Континентална Европа, особено в Галия (дн. Франция) и в центрове, създадени след Хиберно-шотландската и Англо-саксонската мисии. Влиянието на островното изкуство засяга всички последващи европейски средновековни изкуства като отразява на декоративните елементи на ръкописи от периода романика и готика.
Оцелелите примери за островно келтско изкуство са силно украсени със сложни шарки, без да се опитват да дадат впечатление за дълбочина, обем или рецесия. Най-добрите оцелели до днес примери включват Книгата от Келс, Линдисфарнските евангелия, Книгата от Дъроу, Бокала от Арда, Брошката на Тара и Кръста Ривъл. Страниците за килими са характерна особеност за келтските островни ръкописи, въпреки че сюжетните инициали в началото на текста (които са островно изобретение), каноните и фигуративните миниатюри, особено евангелистките портрети са също често срещани.